# Villeurbanne
Villeurbanne är en kommun i departementet Rhône i regionen Auvergne-Rhône-Alpes i östra Frankrike. Kommunen är chef-lieu över 3 kantoner som tillhör arrondissementet Lyon. År 2022 hade Villeurbanne 162 207 invånare.  Villeurbanne är den näst folkrikaste kommunen i departementet Rhône.

## Befolkningsutveckling
Antalet invånare i kommunen Villeurbanne
| Referens: INSEE |